# Canton des Andelys
Le canton des Andelys est une circonscription électorale française située dans le département de l'Eure et la région Normandie.
À la suite du redécoupage cantonal de 2014, les limites territoriales du canton sont remaniées. Le nombre de communes du canton passe de 20 à 41.

## Géographie
Ce canton est organisé autour des Andelys dans l'arrondissement des Andelys. Son altitude varie de 7 m (Les Andelys) à 161 m (Les Andelys) pour une altitude moyenne de 83 m.

## Représentation

### Conseillers d'arrondissement (de 1833 à 1940)
Le canton des Andelys avait deux conseillers d'arrondissement.
| Période                                  | Période                    | Identité                                         | Étiquette                   | Qualité |
| ---------------------------------------- | -------------------------- | ------------------------------------------------ | --------------------------- | --- |
| 1833                                     | 1842                       | M. Charpentier                                   |                             | Officier en retraite aux Andelys                                                                            |
| 1833                                     | 1845                       | Jean Baptiste Mélissent                          |                             | Maire de Corny                                                                                              |
| 1842                                     | 1848                       | M. Monton-Bruno                                  |                             | Avoué aux Andelys                                                                                           |
| 1845                                     | 1848                       | M. Legendre                                      |                             | Propriétaire, maire d'Heuqueville                                                                           |
| 1848                                     | 1869                       | Louis Ferdinand Dumesnil (1803-1892)             |                             | Brasseur aux Andelys                                                                                        |
| 1848                                     | 1864                       | M. Carrière                                      |                             | |
| 1864                                     | 1871                       | Charles Louis de Fontanges de Couzan (1817-1890) |                             | Officier d'infanterie de ligne, Général de division, conseiller municipal des Andelys                       |
| 1871                                     | 1883                       | Gustave Dupont                                   | Républicain                 | Propriétaire rentier aux Andelys                                                                            |
| 1877                                     | 1883                       | Adjutor-Napoléon Jullien (1808-1889)             | Républicain                 | Inspecteur des pharmacies de la contrée, adjoint puis maire des Andelys (1871 et 1874-1879)                 |
| 1883                                     | 1912 (décès)               | Louis-François Cavelier (1825-1912)              | Républicain puis Rad.       | Cultivateur, suppléant du juge de paix, maire des Andelys (1893-?)                                          |
| 1883                                     | 1893 (déchu de son mandat) | Albert Bizet                                     | Républicain                 | Notaire, maire des Andelys (1886-1893)                                                                      |
| 1893                                     | 1907                       | M. Lefebvre                                      | Républicain                 | |
| 1907                                     | 1910                       | Paul Damase Sarrazin                             | Rad.                        | Négociant et cultivateur, maire de Daubeuf-près-Vatteville                                                  |
| 1910                                     | 1925                       | Eugène-Arthur Hugot                              | Rad.                        | Agent voyer puis rentier aux Andelys                                                                        |
| 1913                                     | 1925                       | Auguste Bréard                                   | Rad.                        | Conseiller municipal des Andelys                                                                            |
| 1925                                     | 1931                       | M. Sacleux                                       | Union républicaine (droite) | Propriétaire d'un hôtel aux Andelys, négociant en bois                                                      |
| 1925                                     | 1931                       | Léon Gabriel Armand Ango                         | Union républicaine (droite) | Négociant puis rentier aux Andelys                                                                          |
| 1931                                     | 1937                       | Léopold Clée                                     | Rad.                        | Greffier de la justice de paix                                                                              |
| 1931                                     | 1933                       | Firmin-Florentin Pesant                          | Rad.                        | Cultivateur aux Andelys                                                                                     |
| 1933                                     | 1940                       | Maurice Delarue                                  | Entente républicaine        | Avoué aux Andelys                                                                                           |
| 1937                                     | 1940                       | Désiré-Vincent Dehédin                           | Entente républicaine        | Rentier aux Andelys                                                                                         |
| 1940                                     |                            |                                                  |                             | Les conseils d'arrondissement ont été suspendus par la loi du 12 octobre 1940 et n'ont jamais été réactivés |
| Les données manquantes sont à compléter. |                            |                                                  |                             | |

### Conseillers généraux de 1833 à 2015
| Période        | Période          | Identité                                 | Étiquette                                   | Qualité |
| -------------- | ---------------- | ---------------------------------------- | ------------------------------------------- | --- |
| 1833           | 1845             | Gabriel Michel                           |                                             | Fabricant de draps, adjoint au maire des Andelys                                                                               |
| 1845           | 1848             | Henri Rossey                             |                                             | Ancien conseiller de préfecture, propriétaire à Gisors                                                                         |
| 1848           | 1852 (démission) | Félix-Xavier Le Gendre (1797-1877)       |                                             | Notaire royal, Juge au Tribunal des Andelys Démissionne pour refus de prêter serment à l'Empereur Napoléon III                 |
| 1852           | 1864             | baron Alfred Eugène Cordier de Montreuil | Républicain modéré puis Majorité dynastique | Propriétaire à Bazincourt Député (1848-1849 et 1852-1857)                                                                      |
| 1864           | 1869 (décès)     | comte Armand de Noüe                     |                                             | Général de division de cavalerie                                                                                               |
| 1869           | 1886             | Louis Ferdinand Dumesnil (1803-1892)     | Droite bonapartiste                         | Brasseur, maire des Andelys, conseiller d'arrondissement                                                                       |
| 1886           | 1910             | Victor Milliard                          | Républicain                                 | Avocat Député (1887-1889) Sénateur (1890-1921) Ministre (1897-1898) Président du Conseil Général                               |
| 1910           | 1925 (décès),    | Paul Damase Sarrazin                     | Rad. puis RG                                | Négociant et cultivateur Maire de Daubeuf-près-Vatteville, conseiller d'arrondissement                                         |
| 1925           | 1940             | Auguste Bréard                           | Rad. puis PRS                               | Minotier Conseiller municipal des Andelys, conseiller d'arrondissement                                                         |
|                |                  |                                          |                                             | |
| 1943           | 1945             | Maurice Delarue (1896-1967)              | Droite                                      | Avoué Conseiller d'arrondissement, Maire des Andelys Nommé conseiller départemental en 1943                                    |
|                |                  |                                          |                                             | |
| 1945           | 1951 (décès)     | Camille Maireau (1887-1951)              | Rad.                                        | Agriculteur, ancien résistant, membre du Comité de Libération des Andelys                                                      |
| 1951           | 1967 (décès)     | Maurice Delarue                          | DVD                                         | Maire des Andelys |
| 1968           | 1983 (décès)     | René Tomasini                            | UDR puis RPR                                | Député (1958-1980) Secrétaire d'État (1974-1976) Sénateur (1980-1983) Maire de Corny (1959-1965) puis des Andelys (1965-1983)  |
| 1983           | 1994 (démission) | Bernard Tomasini (fils du précédent)     | RPR                                         | Vice-président du Conseil général (1992-1994) Suppléant du député Jean-Claude Asphe (1993-1997) Nommé Préfet de l'Orne en 1994 |
| 1994           | 1998             | Alain Pluchet                            | RPR                                         | Agriculteur Sénateur (1983-1998) Maire du Thuit                                                                                |
| 1998           | 2002 (démission) | Franck Gilard                            | RPR puis UMP                                | Consultant Député (2002-2017) Maire des Andelys (1995-2008)                                                                    |
| 6 octobre 2002 | 2004             | Yves Lemercier                           | UMP                                         | Médecin Adjoint au maire des Andelys                                                                                           |
| 2004           | 2011             | Laure Dael                               | PS                                          | Collaboratrice de cabinets ministériels Maire des Andelys (2008-2014) Vice-présidente du Conseil général                       |
| 2011           | 2015             | Frédéric Duché                           | UMP                                         | Assistant parlementaire Maire des Andelys depuis 2014                                                                          |

### Conseillers départementaux à partir de 2015
| Période élective | Période élective | Mandat | Mandat   | Identité         | Nuance | Nuance | Qualité |
| ---------------- | ---------------- | ------ | -------- | ---------------- | ------ | ------ | --- |
| 2015             | 2021             | 2015   | 2021     | Frédéric Duché   |        | LR     | Assistant parlementaire Maire des Andelys (2014 → ) Vice-président du conseil départemental de l'Eure chargé du numérique, du dialogue social, de la contractualisation et du soutien aux collectivités locales (2015 → ) Vice-président de l'ex-CCAE ( ? → 2016) Président de la CA SNA (2017 → ) |
| 2015             | 2021             | 2015   | 2021     | Chantale Le Gall |        | DVD    | Ancienne documentaliste Maire de Cahaignes (2008 → 31/12/2015) |
| 2021             | 2027             | 2021   | en cours | Frédéric Duché   |        | DVD    | Maire des Andelys, Président de Seine-Normandie Agglomération, 2ème Vice-Président du Conseil départemental chargé de l’aménagement du territoire, du numérique, de la mise en œuvre du plan de relance et du soutien aux collectivités locales - membre d'Horizons                                |
| 2021             | 2027             | 2021   | en cours | Chantale Le Gall |        | DVD    | Première adjointe au maire de Vexin-sur-Epte, maire déléguée de Cahaignes |

### Résultats détaillés

#### Élections de mars 2015
À l'issue du 1er tour des élections départementales de 2015, deux binômes sont en ballottage : Christophe Delacour et Marie-Angèle Odic (FN, 38,07 %) et Frédéric Duché et Chantale Le Gall (Union de la Droite, 36,85 %). Le taux de participation est de 52,91 % (10 735 votants sur 20 290 inscrits) contre 50,53 % au niveau départemental et 50,17 % au niveau national.
Au second tour, Frédéric Duché et Chantale Le Gall (Union de la Droite) sont élus avec 57,01 % des suffrages exprimés et un taux de participation de 53,39 % (5 671 voix pour 10 831 votants et 20 288 inscrits),.

#### Élections de juin 2021
Le premier tour des élections départementales de 2021 est marqué par un très faible taux de participation (33,26 % au niveau national). Dans le canton des Andelys, ce taux de participation est de 35,4 % (7 216 votants sur 20 383 inscrits) contre 33,02 % au niveau départemental. À l'issue de ce premier tour, deux binômes sont en ballottage : Frédéric Duché et Chantale Le Gall (DVD, 51,07 %) et Christophe Delacour et Géraldine Fougère (RN, 28,64 %).
Le second tour des élections est marqué une nouvelle fois par une abstention massive équivalente au premier tour. Les taux de participation sont de 34,3 % au niveau national, 32,76 % dans le département et 34,96 % dans le canton des Andelys. Frédéric Duché et Chantale Le Gall (DVD) sont élus avec 69,35 % des suffrages exprimés (4 587 voix pour 7 126 votants et 20 386 inscrits),,.

## Composition

### Composition avant 2015
Le canton des Andelys regroupait vingt communes.
| Nom                     | Code Insee | Codepostal | Superficie (km2) | Population (dernière pop. légale) | Densité (hab./km2) |
| ----------------------- | ---------- | ---------- | ---------------- | --------------------------------- | ------------------ |
| Les Andelys (chef-lieu) | 27016      | 27700      | 40,62            | 8 179 (2012)                      | 201                |
| Boisemont               | 27070      | 27150      | 13,22            | 763 (2012)                        | 58                 |
| Bouafles                | 27097      | 27700      | 12,61            | 650 (2012)                        | 52                 |
| Corny                   | 27175      | 27700      | 5,26             | 376 (2012)                        | 71                 |
| Courcelles-sur-Seine    | 27180      | 27940      | 5,47             | 1 874 (2012)                      | 343                |
| Cuverville              | 27194      | 27700      | 6,17             | 232 (2012)                        | 38                 |
| Daubeuf-près-Vatteville | 27202      | 27430      | 11,35            | 483 (2012)                        | 43                 |
| Fresne-l'Archevêque     | 27270      | 27700      | 10,58            | 556 (2012)                        | 53                 |
| Guiseniers              | 27307      | 27700      | 10,71            | 438 (2012)                        | 41                 |
| Harquency               | 27315      | 27700      | 13,95            | 265 (2012)                        | 19                 |
| Hennezis                | 27329      | 27700      | 15,63            | 747 (2012)                        | 48                 |
| Heuqueville             | 27337      | 27700      | 7,77             | 394 (2012)                        | 51                 |
| Muids                   | 27422      | 27430      | 15,22            | 848 (2012)                        | 56                 |
| Notre-Dame-de-l'Isle    | 27440      | 27940      | 11,81            | 678 (2012)                        | 57                 |
| Port-Mort               | 27473      | 27940      | 12,17            | 941 (2012)                        | 77                 |
| La Roquette             | 27495      | 27700      | 5,90             | 239 (2012)                        | 41                 |
| Suzay                   | 27625      | 27420      | 4,11             | 311 (2012)                        | 76                 |
| Le Thuit                | 27635      | 27700      | 3,02             | 140 (2012)                        | 46                 |
| Vatteville              | 27673      | 27430      | 4,27             | 200 (2012)                        | 47                 |
| Vézillon                | 27683      | 27700      | 2,04             | 252 (2012)                        | 124                |

### Composition depuis 2015
Le nouveau canton des Andelys comprend vingt-six communes entières compte tenu des fusions intervenues entre le 1er janvier 2016 et le 1er janvier 2019.
| Nom                                 | Code Insee | Intercommunalité                 | Superficie (km2) | Population (dernière pop. légale) | Densité (hab./km2) | Modifier                                    |
| ----------------------------------- | ---------- | -------------------------------- | ---------------- | --------------------------------- | ------------------ | ------------------------------------------- |
| Les Andelys (bureau centralisateur) | 27016      | CA Seine Normandie Agglomération | 40,62            | 7 822 (2022)                      | 193                | modifier les données · modifier les données |
| Bois-Jérôme-Saint-Ouen              | 27072      | CA Seine Normandie Agglomération | 10,51            | 744 (2022)                        | 71                 | modifier les données · modifier les données |
| Bouafles                            | 27097      | CA Seine Normandie Agglomération | 12,61            | 647 (2022)                        | 51                 | modifier les données · modifier les données |
| Château-sur-Epte                    | 27152      | CC du Vexin Normand              | 4,60             | 626 (2022)                        | 136                | modifier les données · modifier les données |
| Cuverville                          | 27194      | CA Seine Normandie Agglomération | 6,17             | 248 (2022)                        | 40                 | modifier les données · modifier les données |
| Daubeuf-près-Vatteville             | 27202      | CA Seine Normandie Agglomération | 11,35            | 460 (2022)                        | 41                 | modifier les données · modifier les données |
| Écouis                              | 27214      | CA Seine Normandie Agglomération | 13,07            | 849 (2022)                        | 65                 | modifier les données · modifier les données |
| Frenelles-en-Vexin                  | 27070      | CA Seine Normandie Agglomération | 29,06            | 1 690 (2022)                      | 58                 | modifier les données · modifier les données |
| Guiseniers                          | 27307      | CA Seine Normandie Agglomération | 10,71            | 488 (2022)                        | 46                 | modifier les données · modifier les données |
| Harquency                           | 27315      | CA Seine Normandie Agglomération | 13,95            | 273 (2022)                        | 20                 | modifier les données · modifier les données |
| Hennezis                            | 27329      | CA Seine Normandie Agglomération | 15,63            | 749 (2022)                        | 48                 | modifier les données · modifier les données |
| Heubécourt-Haricourt                | 27331      | CA Seine Normandie Agglomération | 11,92            | 461 (2022)                        | 39                 | modifier les données · modifier les données |
| Heuqueville                         | 27337      | CA Seine Normandie Agglomération | 7,77             | 347 (2022)                        | 45                 | modifier les données · modifier les données |
| Mesnil-Verclives                    | 27407      | CA Seine Normandie Agglomération | 9,96             | 304 (2022)                        | 31                 | modifier les données · modifier les données |
| Mézières-en-Vexin                   | 27408      | CA Seine Normandie Agglomération | 12,70            | 598 (2022)                        | 47                 | modifier les données · modifier les données |
| Muids                               | 27422      | CA Seine Normandie Agglomération | 15,22            | 864 (2022)                        | 57                 | modifier les données · modifier les données |
| Notre-Dame-de-l'Isle                | 27440      | CA Seine Normandie Agglomération | 11,81            | 643 (2022)                        | 54                 | modifier les données · modifier les données |
| Port-Mort                           | 27473      | CA Seine Normandie Agglomération | 12,17            | 891 (2022)                        | 73                 | modifier les données · modifier les données |
| Pressagny-l'Orgueilleux             | 27477      | CA Seine Normandie Agglomération | 10,27            | 696 (2022)                        | 68                 | modifier les données · modifier les données |
| La Roquette                         | 27495      | CA Seine Normandie Agglomération | 5,90             | 236 (2022)                        | 40                 | modifier les données · modifier les données |
| Suzay                               | 27625      | CA Seine Normandie Agglomération | 4,11             | 344 (2022)                        | 84                 | modifier les données · modifier les données |
| Le Thuit                            | 27635      | CA Seine Normandie Agglomération | 3,02             | 143 (2022)                        | 47                 | modifier les données · modifier les données |
| Tilly                               | 27644      | CA Seine Normandie Agglomération | 12,19            | 575 (2022)                        | 47                 | modifier les données · modifier les données |
| Vatteville                          | 27673      | CA Seine Normandie Agglomération | 4,27             | 177 (2022)                        | 41                 | modifier les données · modifier les données |
| Vexin-sur-Epte                      | 27213      | CA Seine Normandie Agglomération | 114,49           | 6 026 (2022)                      | 53                 | modifier les données · modifier les données |
| Vézillon                            | 27683      | CA Seine Normandie Agglomération | 2,04             | 234 (2022)                        | 115                | modifier les données · modifier les données |
| Canton des Andelys                  | 2701       |                                  | 406,12           | 27 135 (2022)                     | 67                 | modifier les données                        |

## Démographie

### Démographie avant 2015
| 1962   | 1968   | 1975   | 1982   | 1990   | 1999   | 2006   | 2011   | 2012   |
| ------ | ------ | ------ | ------ | ------ | ------ | ------ | ------ | ------ |
| 11 238 | 12 635 | 14 063 | 14 956 | 17 316 | 18 020 | 18 092 | 18 506 | 18 566 |

### Démographie depuis 2015
En 2022, le canton comptait 27 135 habitants, en évolution de −1,6 % par rapport à 2016 (Eure : −0,25 %, France hors Mayotte : +2,11 %).
| 2013   | 2018   | 2022   |
| ------ | ------ | ------ |
| 27 606 | 27 419 | 27 135 |